# آبرن (آلاباما)
آبرن شهری است در ایالت آلاباما در کشور آمریکا.

## مکان
اوبرن در موقعیت ‎ ۳۲°۳۵’ ۵۲’’ N ۸۵°۲۸’ ۵۱’’ V (‏۳۲،۵۹۷۶۸۴; ‑۸۵،۴۸۰۸۲۳‏)‎ قرار دارد.
با توجه به اطلاعات اداره آمار آمریکا مساحت آن در حدود ۱۴۰٫۸ کیلومترمربع است.

## مردم‌شناسی
با توجه به آمار سال ۲۰۰۰ جمعیت آن ۴۲۹۸۷ نفر، ۱۸۴۲۱ خانواده در آن ساکن هستند.
تعداد ۲۰۰۴۳ واحد خانه در هر مساحت تقریبی (۱۹۷،۸akm²) قرار دارد.
۱۵،۴% درصد از خانواده‌های فرزند زیر ۱۸ سال داشتند که از این تعداد ۲۸،۶% درصد زوج بوده و ۷،۷% درصد زنان بدون شوهر و ۶۰،۷% درصد نیز غیر خانواده بودند.
متوسط درآمد یک خانواده در حدود ۵۵،۶۱۹ دلار آمریکا است و مردان درآمد متوسط ۴۱،۰۱۲ دلار آمریکا و زنان درآمد متوسط ۲۶،۲۰۹ دلار آمریکا بدست می‌آورند.

## نگارخانه

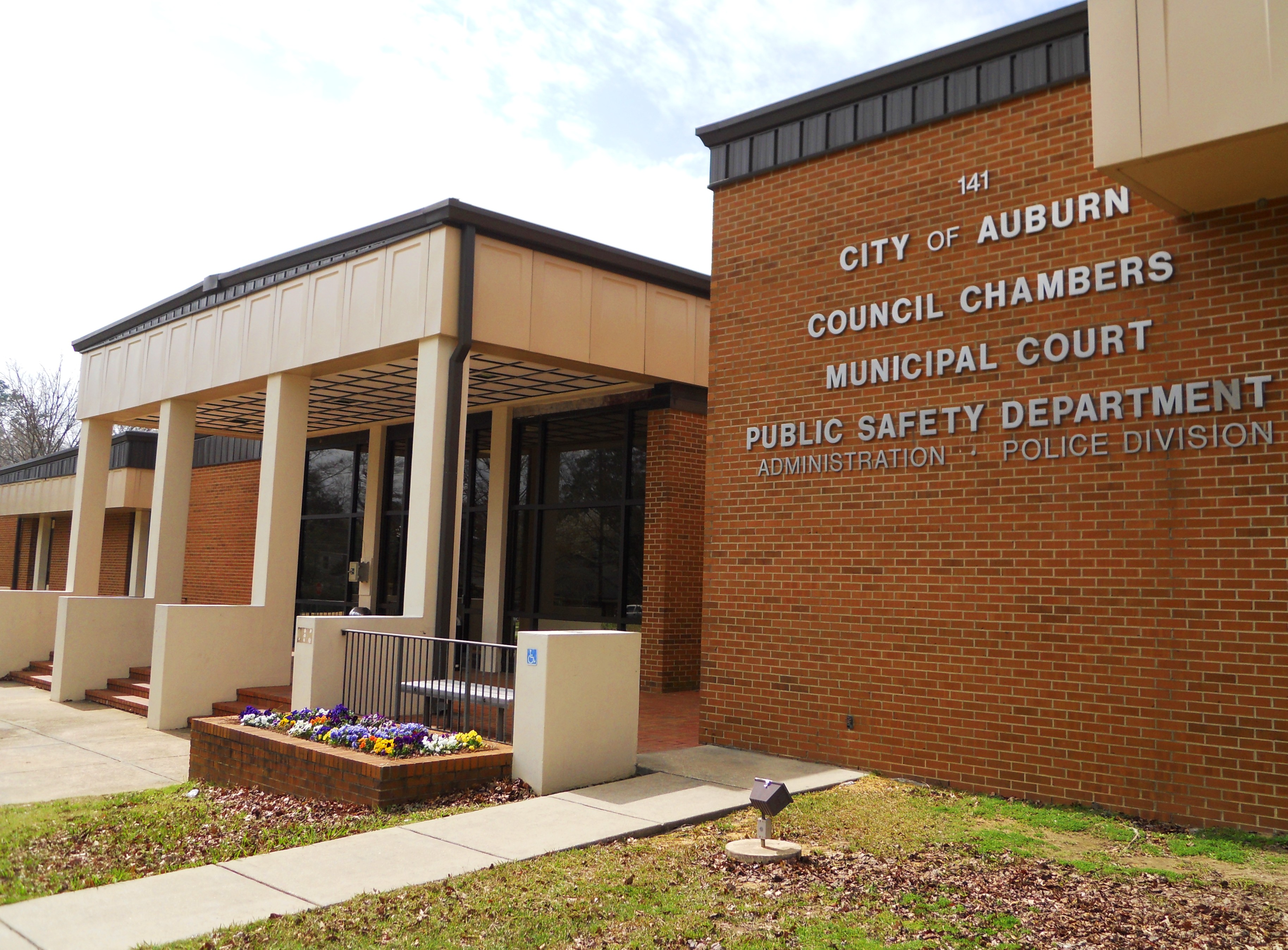
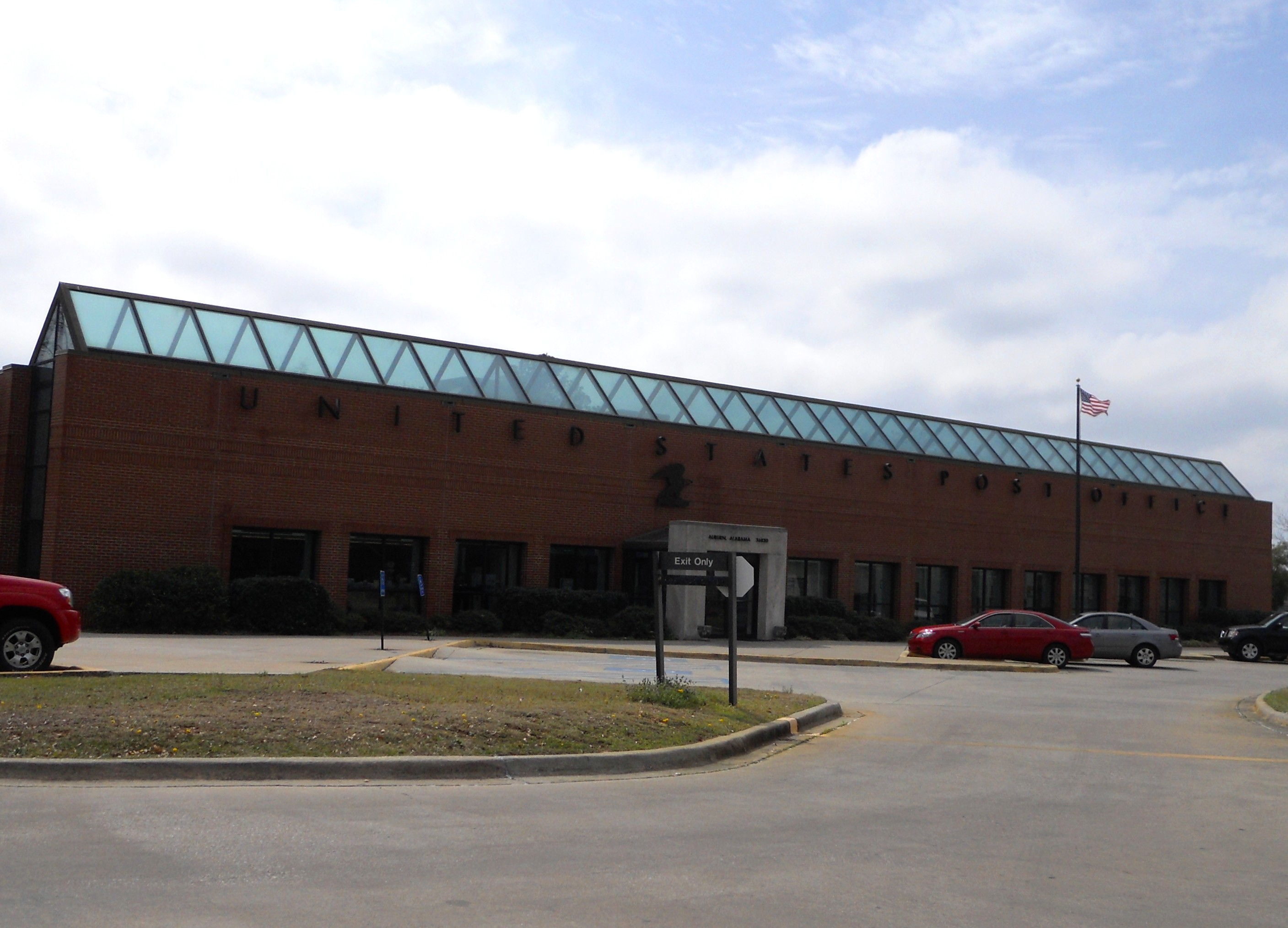
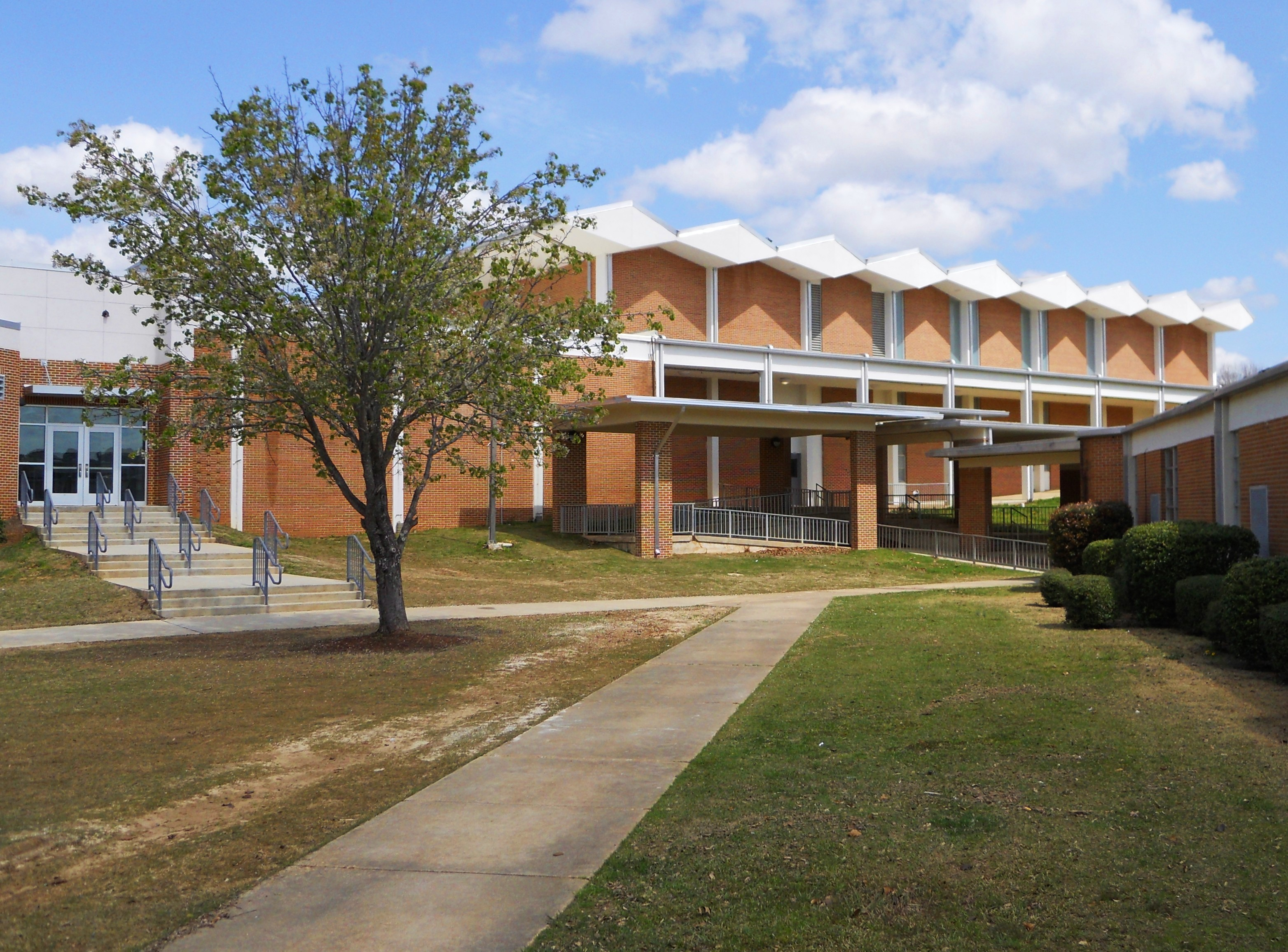
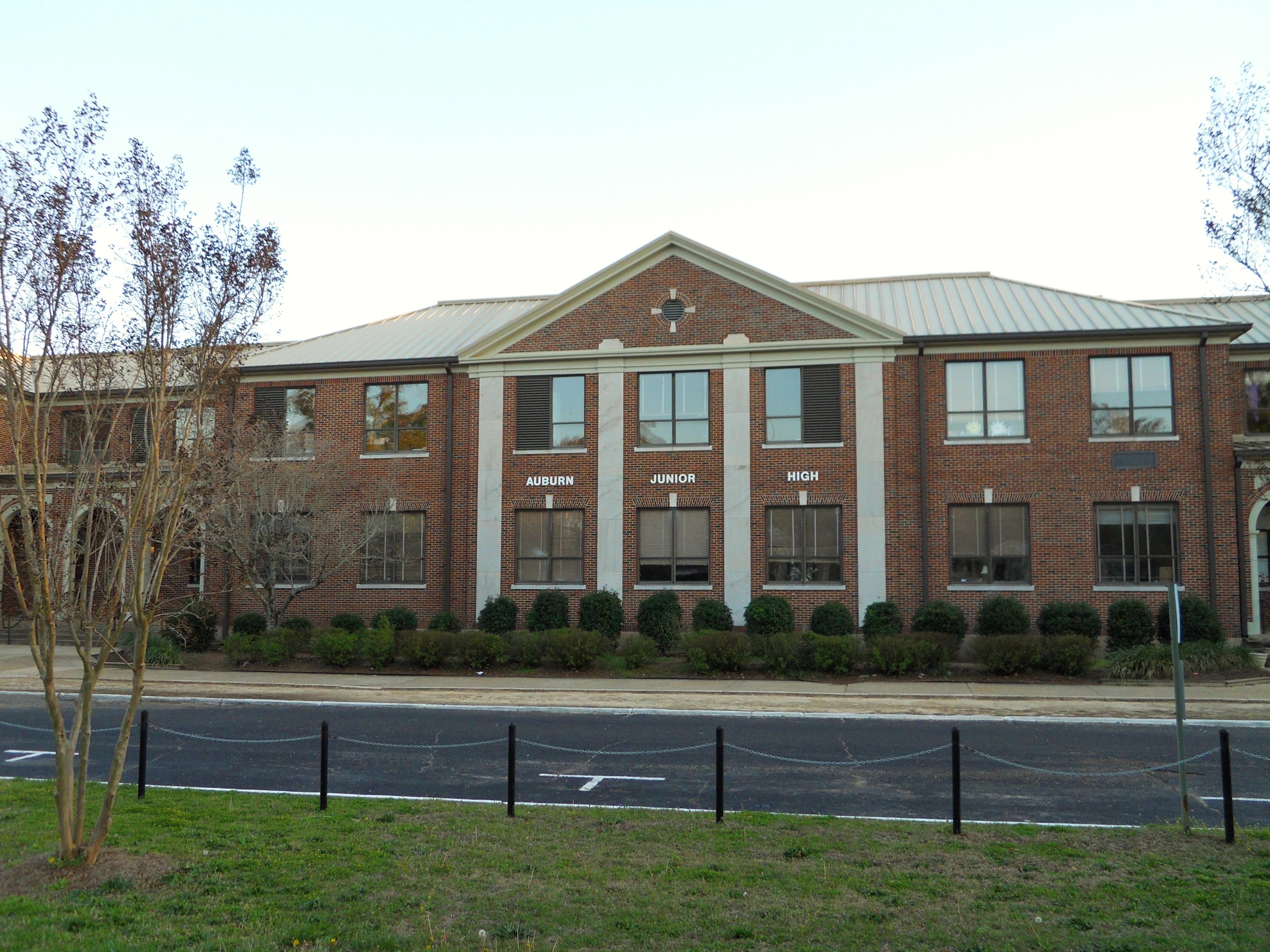
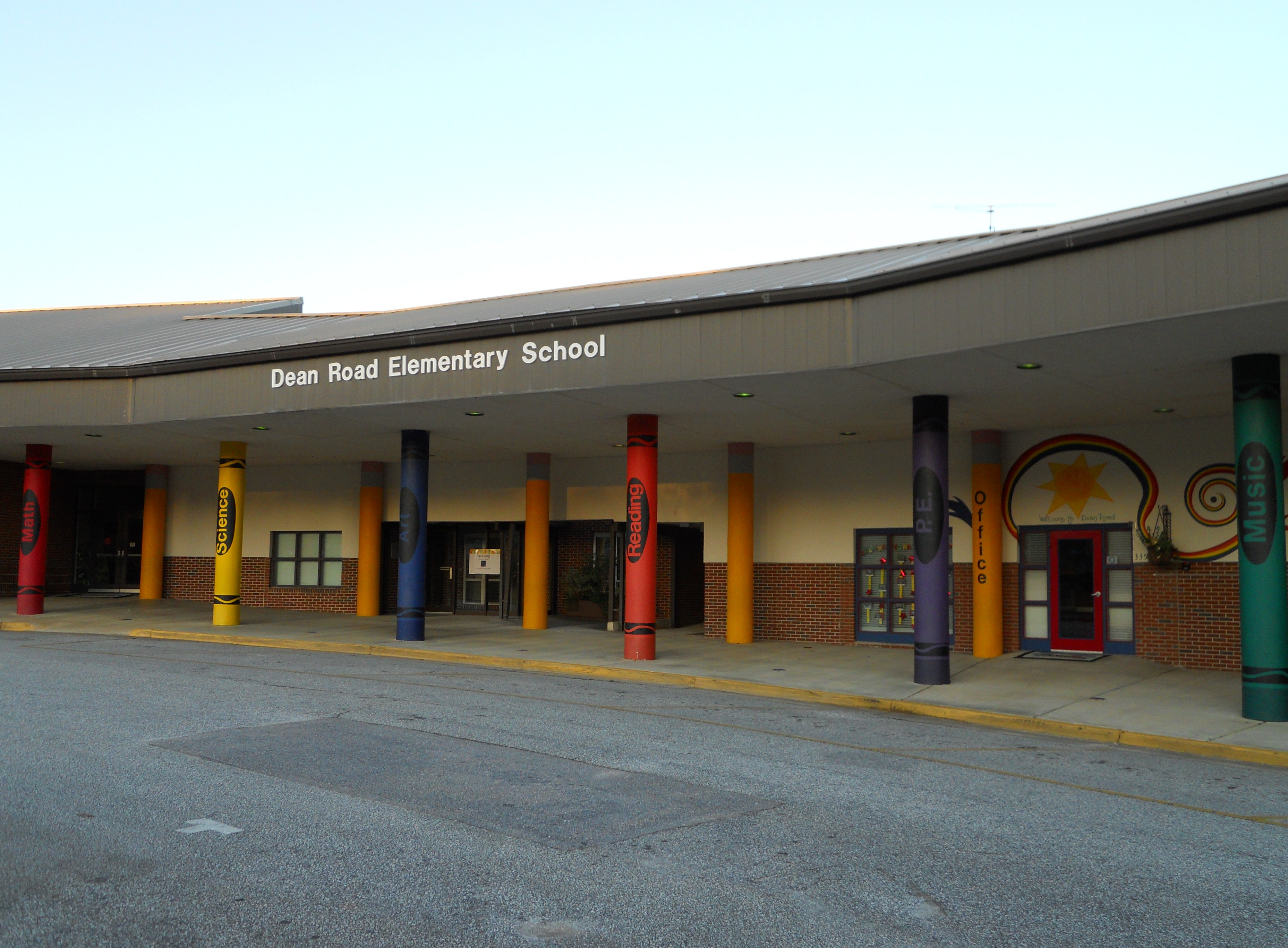
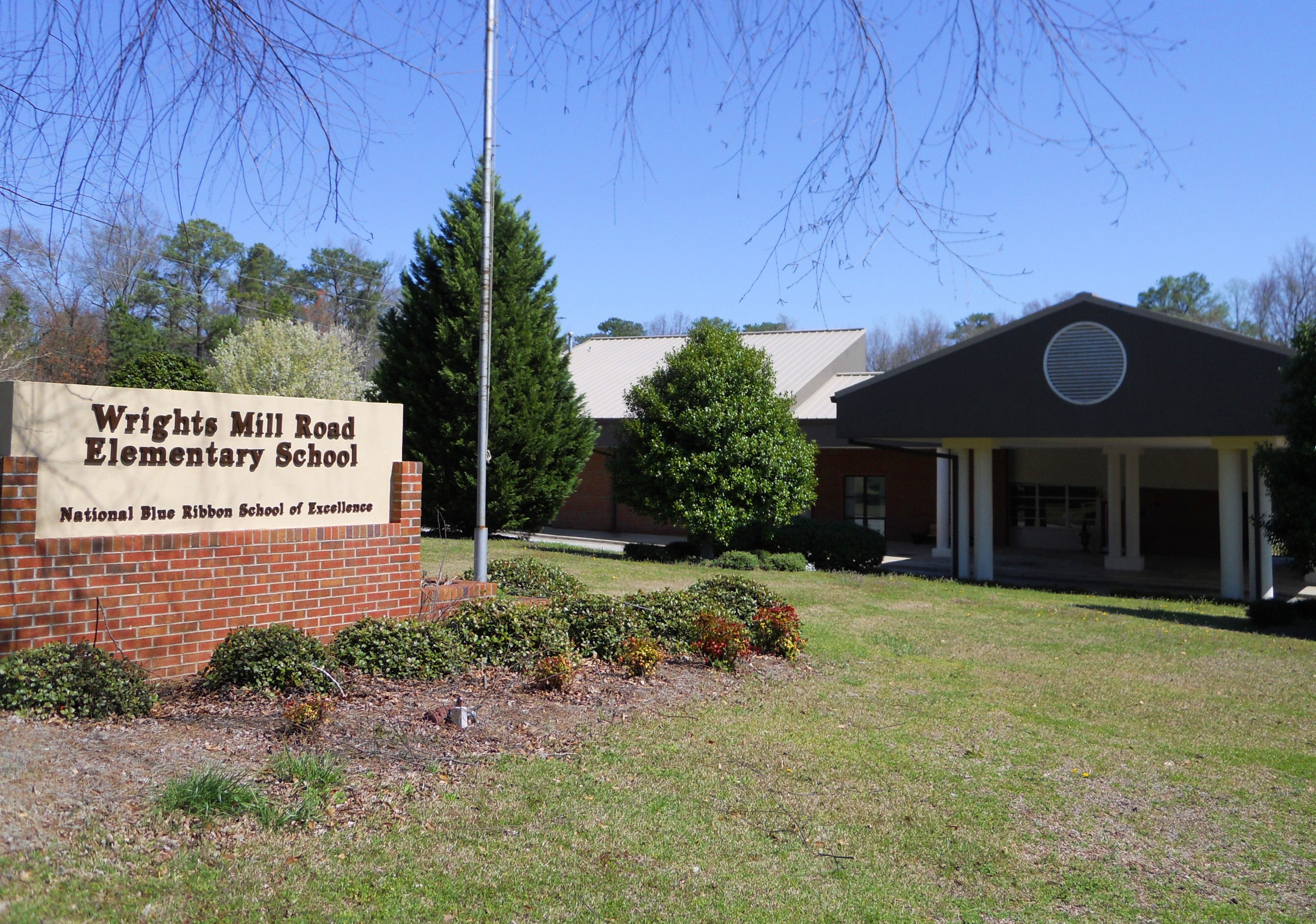
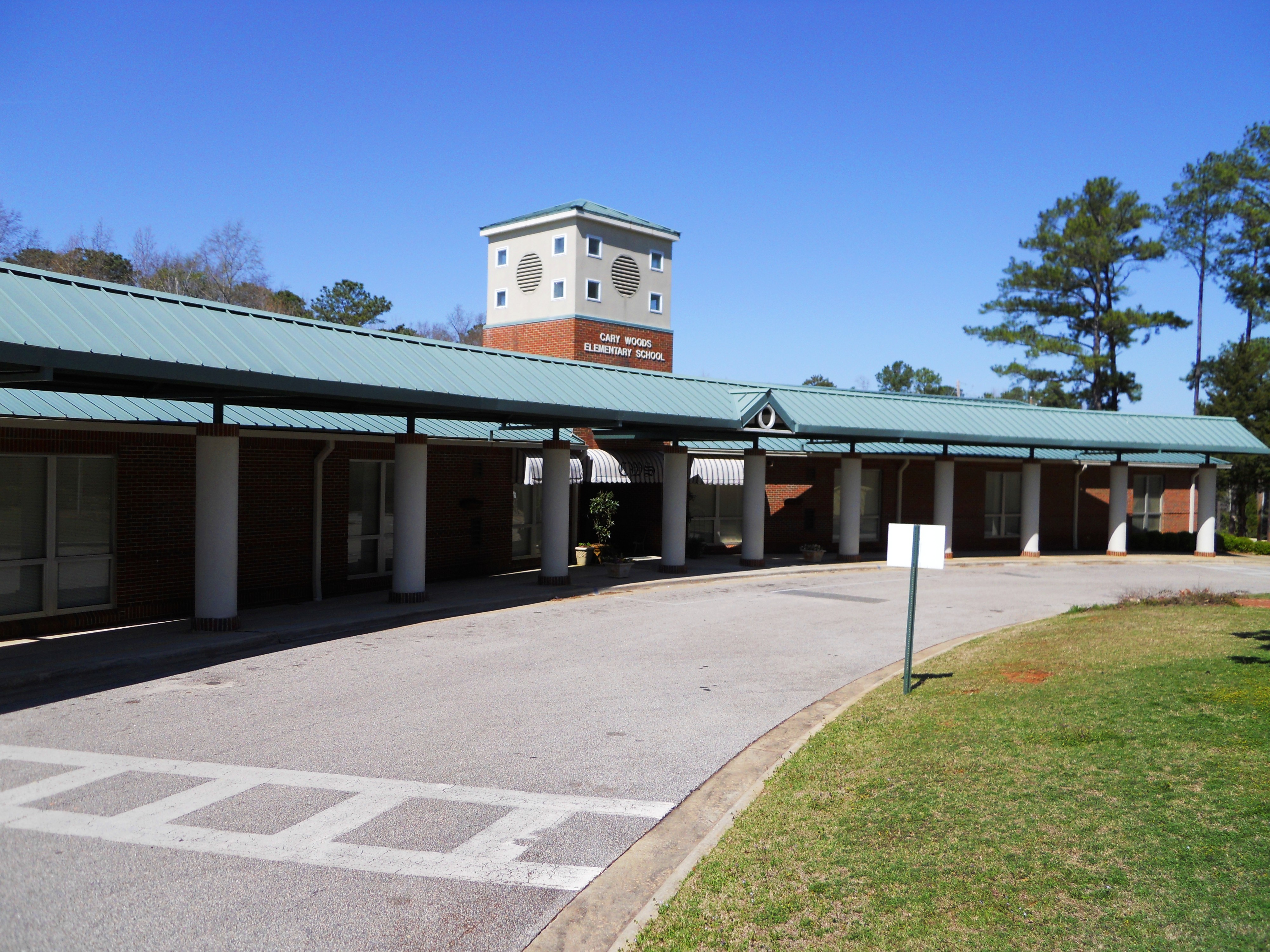
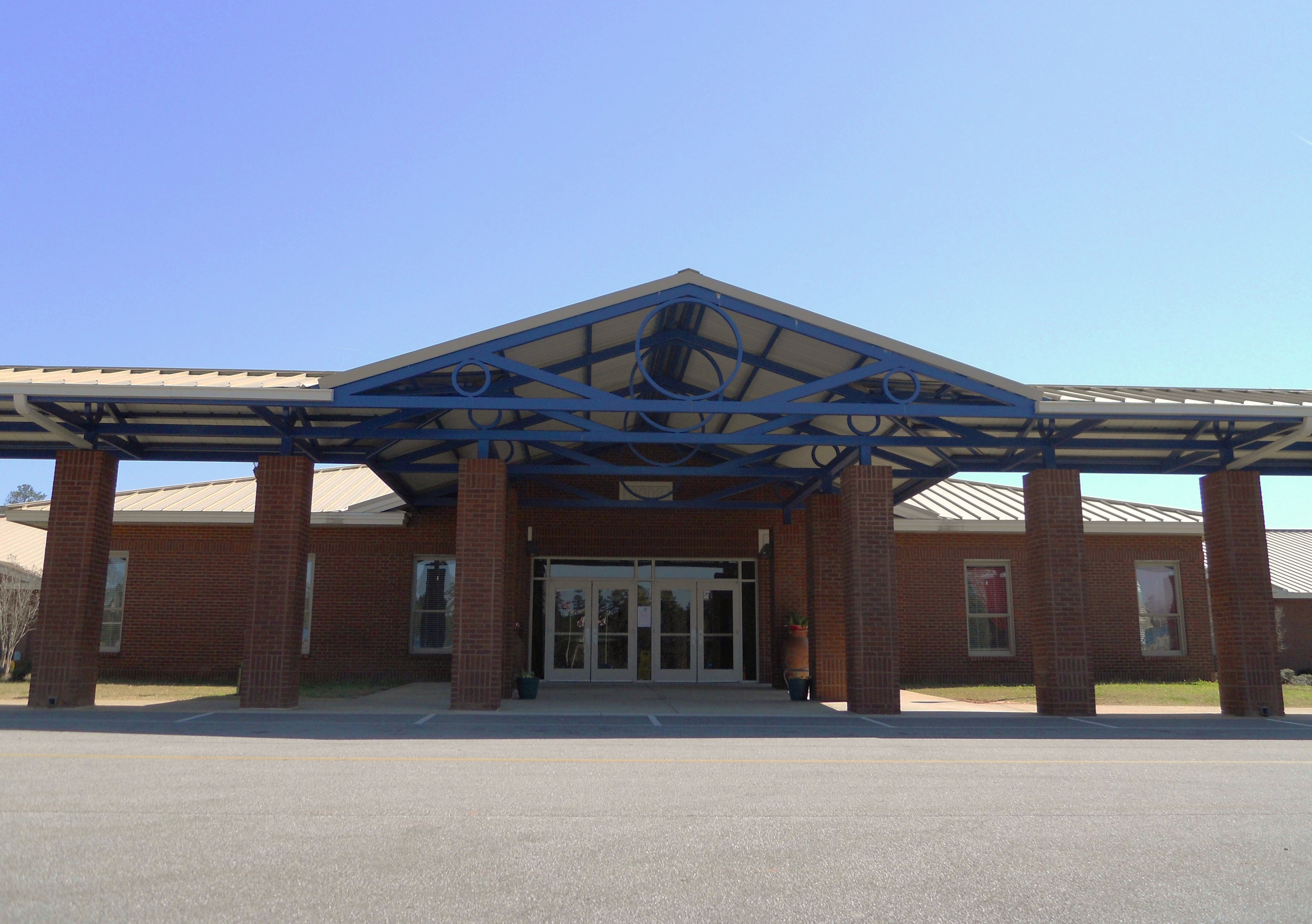
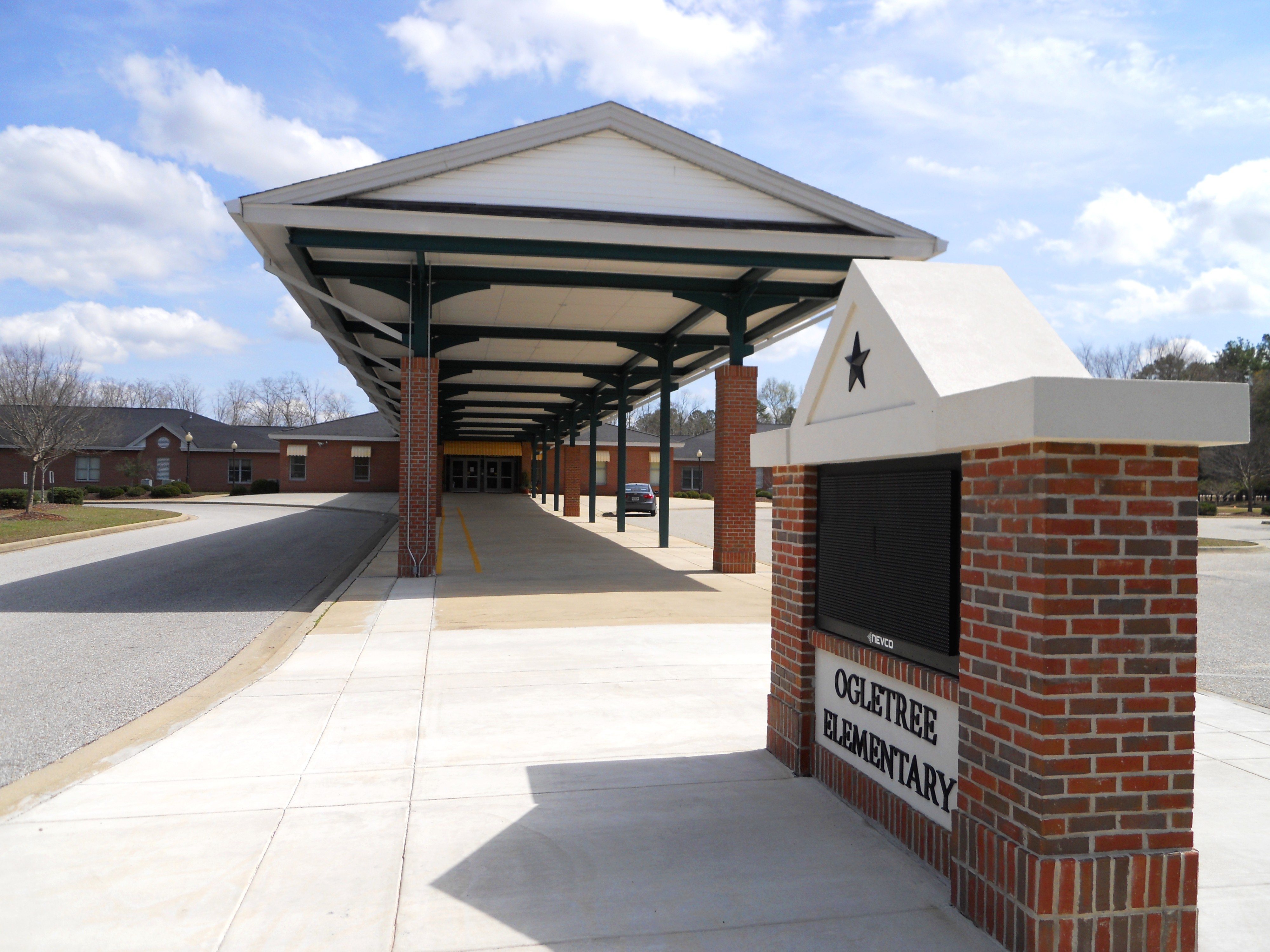
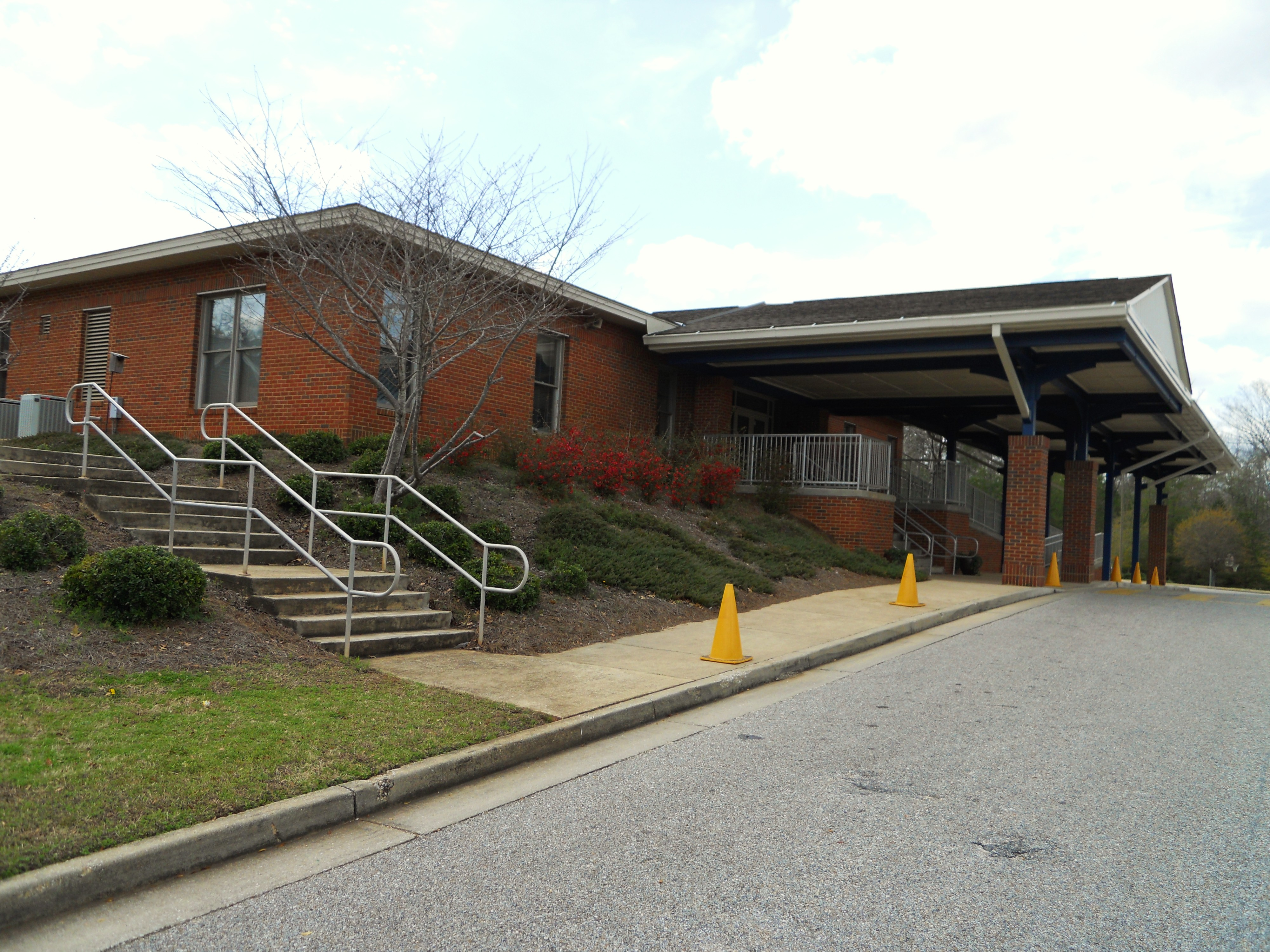